# Rotmeer-Partnergarnele
Die Rotmeer-Partnergarnele (Periclimenes longicarpus) gehört innerhalb der Zehnfußkrebse zur Familie der Felsen- und Partnergarnelen (Palaemonidae). Sie sind im Roten Meer und rund um die Arabische Halbinsel beheimatet.
Die Garnele ist bis auf einige weiße und violette Flecken transparent, kann bis zu 2,5 Zentimeter groß werden und unterscheidet sich von verwandten Arten durch ihr Farbmuster. Das zweite Beinpaar ist verlängert und trägt relativ große Scheren. Das Art-Epitheton longicarpus bedeutet „Lange Hand“.
Die Rotmeer-Partnergarnele lebt meist als Kommensale auf der Blasenanemone (Entacmaea quadricolor). Es sind meist mehrere Garnelen auf einer Anemone anzutreffen. Die Nesselzellen der Anemone schützen die kleinen Garnelen vor Fressfeinden. Im Unterschied zu der Symbiose mit den Anemonenfischen, die die Seenemone vor Feinden verteidigen, hat die Anemone keinen Nutzen von der Anwesenheit der Garnelen.
Wie die Garnelen der Gattung Lysmata putzen die Rotmeer-Partnergarnelen Fische.